# Stati Uniti d'America orientali

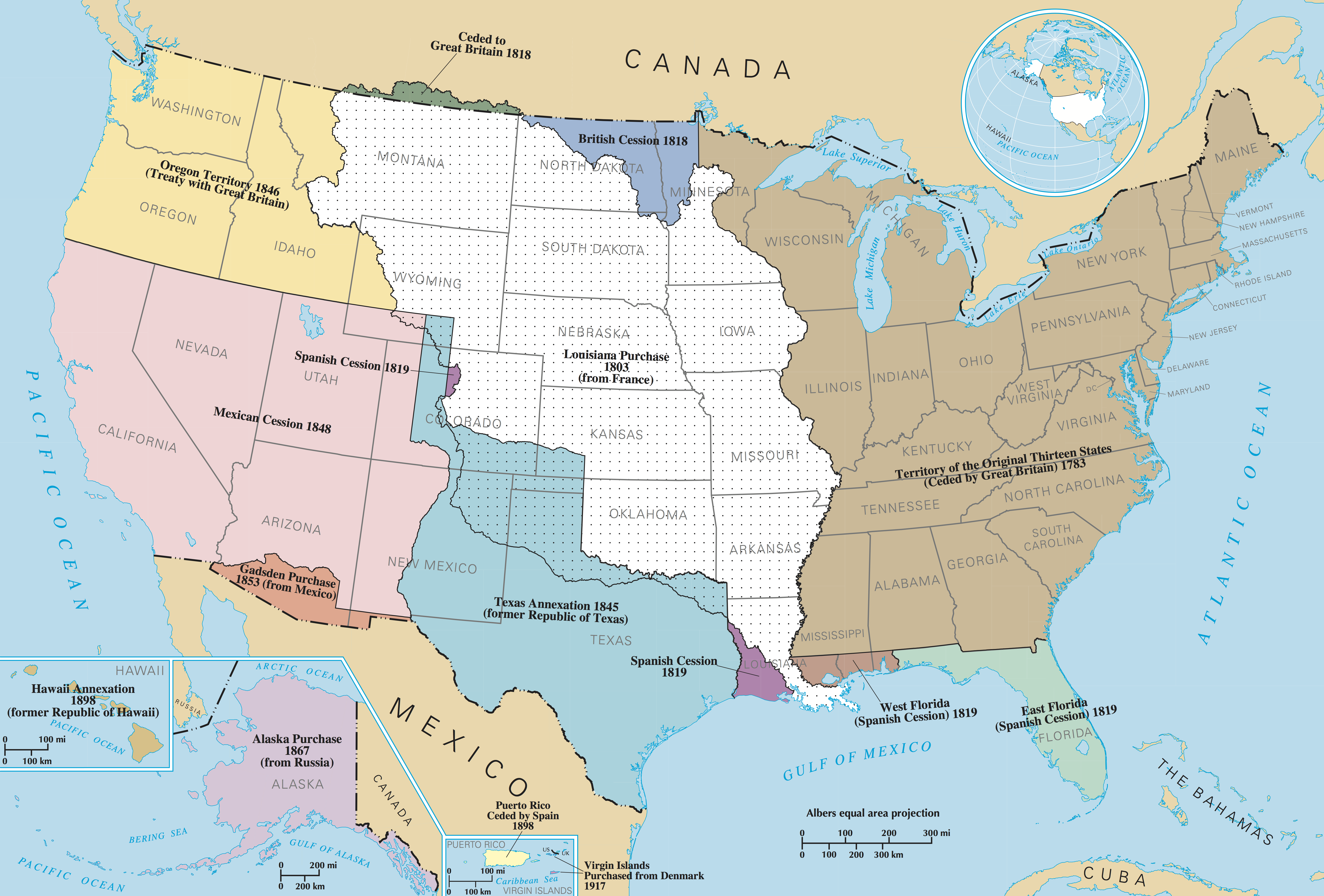
L'area ceduta agli Stati Uniti dalla Gran Bretagna nel 1783 (marrone chiaro) è solitamente identificata con gli Stati Uniti orientali. Le acquisizioni della Louisiana e della Florida furono riconosciute nei primi tempi della Repubblica rispettivamente come la frontiera occidentale e meridionale. Benché sia ad est delle Montagne rocciose, il Texas è considerato occidentale.

Gli Stati Uniti d'America orientali o East americano sono un'area del territorio degli Stati Uniti d'America oggi identificati negli Stati a est del fiume Mississippi, e che sono tradizionalmente divisi dal fiume Ohio e dai Monti Appalachi nel Sud, nel Vecchio Nord-Ovest e nel Nord-Est.

## Descrizione
L'aggregato degli Stati Uniti orientali ha soprattutto un valore storico-geografico, in quanto non rientra nelle suddivisioni statistiche ufficiali prese in considerazione dall'Ufficio del Censimento (Census Bureau). Le prime due file di stati a ovest del Mississippi sono stati tradizionalmente considerati parte dell'Ovest, ma possono amalgarsi con gli Stati del Vecchio Nord-Est in quelli che l'Ufficio del Censimento definisce come gli Stati Uniti medio-occidentali.
Nel 2012, secondo i dati dell'Ufficio del Censimento la popolazione stimata dei 26 stati a est del Mississippi, ossia Maine, Vermont, New Hampshire, Massachusetts, Rhode Island, Connecticut, New Jersey, Delaware, Maryland, Virginia, Carolina del Nord, Carolina del Sud, Georgia Florida, New York (stato), Pennsylvania, Virginia Occidentale, Tennessee, Alabama, Michigan, Ohio, Indiana, Kentucky, Mississippi, Wisconsin e Illinois (non includendo le piccole porzioni del Minnesota e della Louisiana che sono ad est del fiume) più il Distretto di Columbia ammontava in totale a 182.159.837 su 313.914.040 nell'intera nazione (includendo i territori fuori dal continente nordamericano), ovvero il 58,03% della popolazione degli Stati Uniti.
Gli Stati Uniti orientali sono sede di varie linee aeree, comprese la Delta Air Lines ad Atlanta (Georgia), la US Airways a Pittsburgh (Pennsylvania), l'AirTran Airways ad Orlando (Florida), la United Airlines a Chicago (Illinois), la Spirit Airlines a Miami (Florida) e la JetBlue Airways a New York (New York). Tra i principali aeroporti degli Stati Uniti orientali sono da ricordare l'Aeroporto Internazionale di Chicago O'Hare, l'Aeroporto Internazionale di Atlanta-Hartsfield-Jackson, l'Aeroporto Internazionale John F. Kennedy a New York, l'Aeroporto Internazionale Logan a Boston, l'Aeroporto Internazionale di Miami, l'Aeroporto Internazionale di Filadelfia, l'Aeroporto Internazionale di Pittsburgh, l'Aeroporto Internazionale di Washington-Dulles a Washington, D.C., l'Aeroporto Internazionale di Charlotte-Douglas e l'Aeroporto di Detroit-Metropolitan Wayne County. Negli Stati Uniti orientali ha sede anche la Amtrak, una società che gestisce servizi di treni passeggeri interurbani. L'Est non esprime una cultura unificata, a causa della sua colonizzazione iniziale da parte di disparate culture europee e del vasto numero di immigranti che inondarono la regione dalla metà del XIX secolo fino ai giorni attuali.

## Il Sud
Gli Stati Uniti meridionali – comunemente appellati il Sud americano, Dixie, o semplicemente il Sud – costituiscono una grande regione negli Stati Uniti sud-orientali e centro-meridionali. Essi sono: Virginia, Virginia Occidentale, Maryland, Kentucky, Tennessee, Carolina del Nord, Carolina del Sud, Georgia, Alabama, Mississippi, Florida, Louisiana, Texas e Arkansas. A causa del peculiare retaggio culturale e storico unico della regione – che comprende i Nativi americani; i primi insediamenti europei di ascendenza inglese, scoto-irlandese, scozzese e tedesca; l'importazione di centinaia di migliaia di schiavi Africani per lavorare nelle grandi piantagioni; la crescita di un'alta proporzione di Afroamericani nella popolazione, e il retaggio storico - affettivo della Confederazione dopo la Guerra civile americana – il Sud ha sviluppato proprie tradizioni, letteratura, stili di vita e musicali e tradizioni gastronomiche, che hanno plasmato profondamente la cultura tradizionale americana.
Negli ultimi decenni, il Sud ha attratto migranti interni ed internazionali. Il Sud americano è tra le aree che crescono più velocemente negli Stati Uniti. Questa espansione economica ha consentito a parti del Sud di registrare alcuni dei più bassi tassi di disoccupazione del paese. Ma nella classifica delle dieci grandi città più povere degli Stati Uniti, il Sud è rappresentato da due città: Miami (Florida) e Memphis (Tennessee). Nel 2011, nove su dieci degli stati più poveri erano nel Sud.
L'immigrazione ha avuto importanti effetti anche sugli aspetti culturali. L'arrivo di milioni di Settentrionali (specialmente nelle principali aree metropolitane e nelle aree costiere) e di milioni di Ispanici ha comportato l'introduzione di valori culturali e di norme sociali non radicati nelle tradizioni del Sud. Alcuni osservatori concludono che l'identità collettiva e il carattere distintivo meridionale stanno perciò declinando, particolarmente quando si tenta di definirli rispetto a "un Sud anteriore, che era in qualche modo più autentico, reale, più unificato e distinto". Il processo, tuttavia, ha funzionato in entrambi i sensi, con aspetti della cultura meridionale che si diffondono attraverso una porzione sempre maggiore del resto degli Stati Uniti, in un processo denominato "Meridionalizzazione" (Southernization).

## Centri maggiormente popolati
Quella che segue è una lista delle 24 maggiori città degli Stati Uniti orientali in base alla popolazione: 

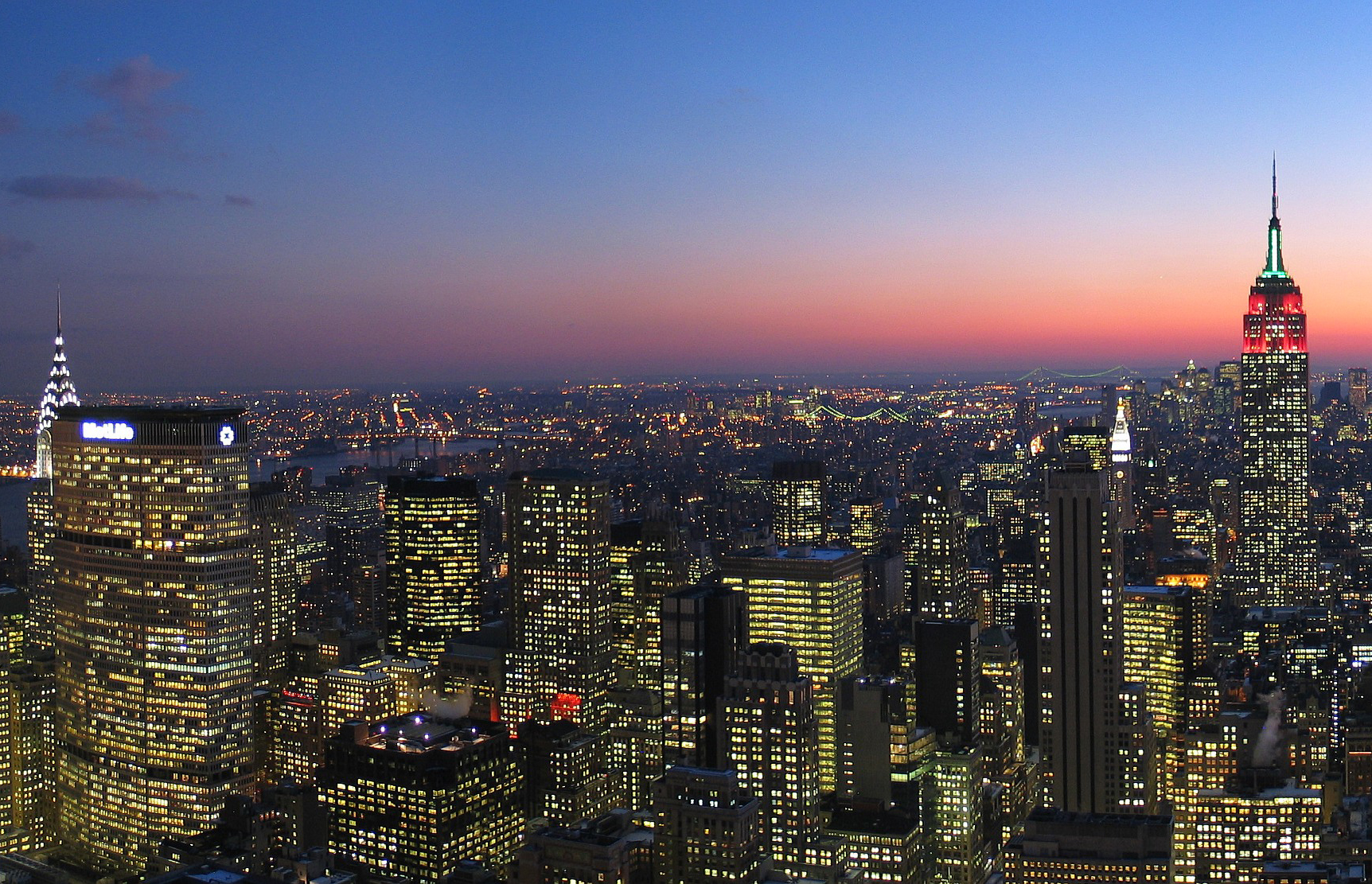
New York popolazione: 8.175.133
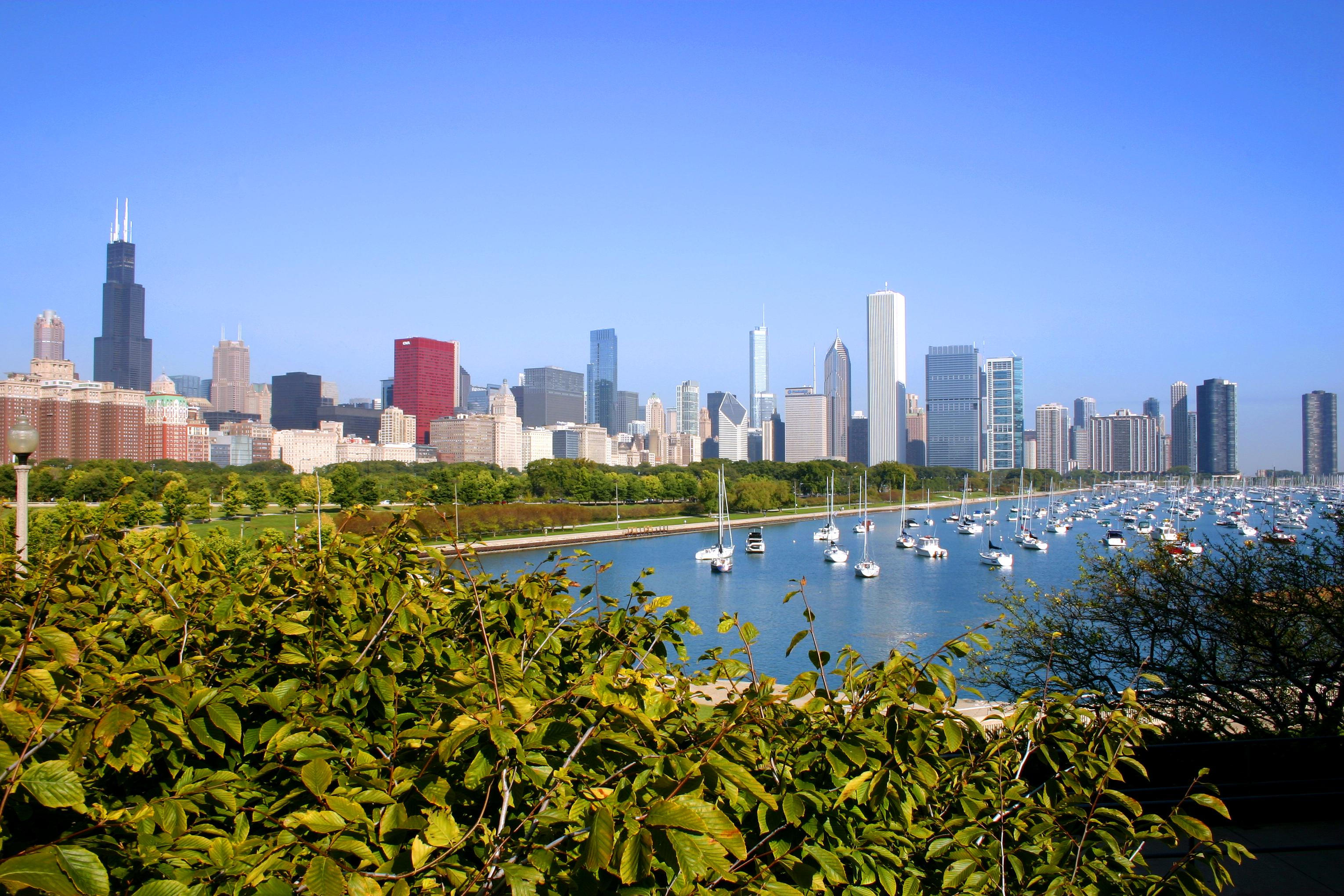
Chicago popolazione: 2.695.598
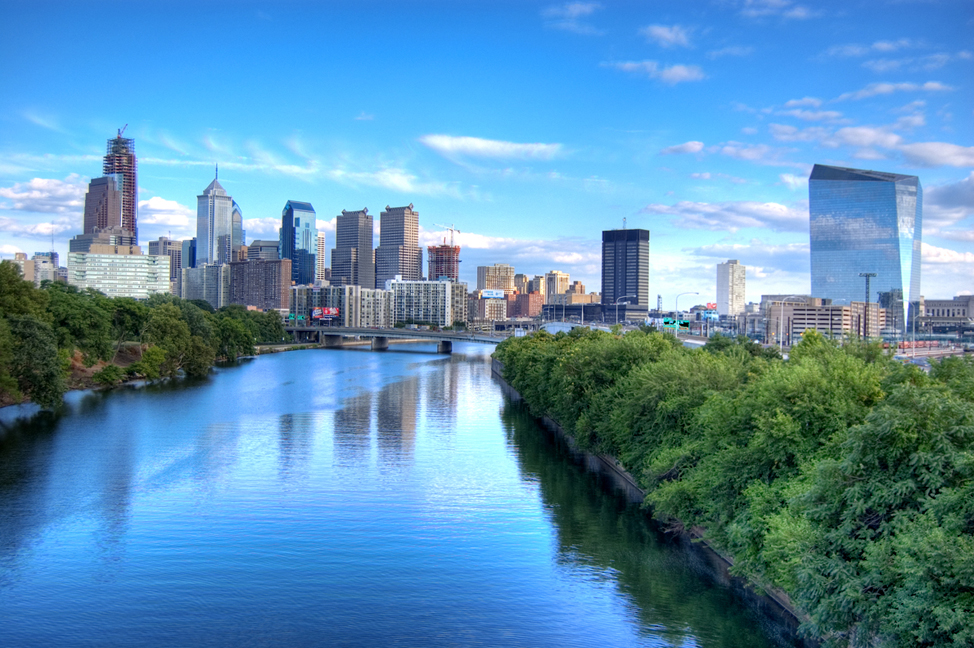
Filadelfia popolazione: 1.526.006
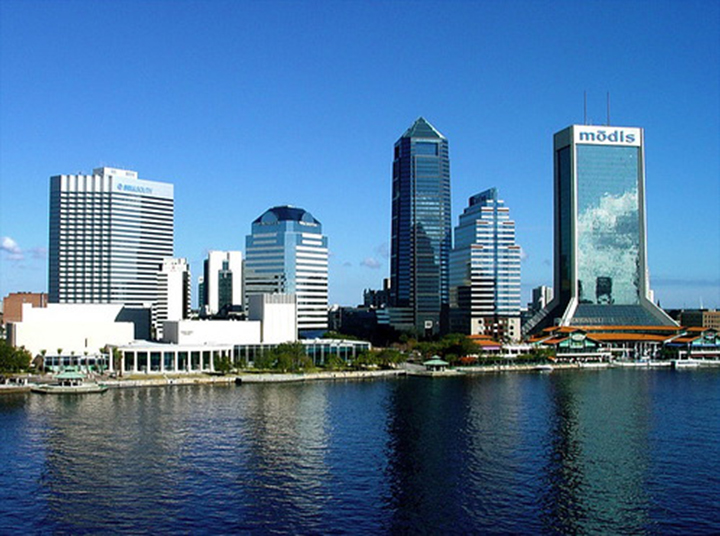
Jacksonville popolazione: 821.784
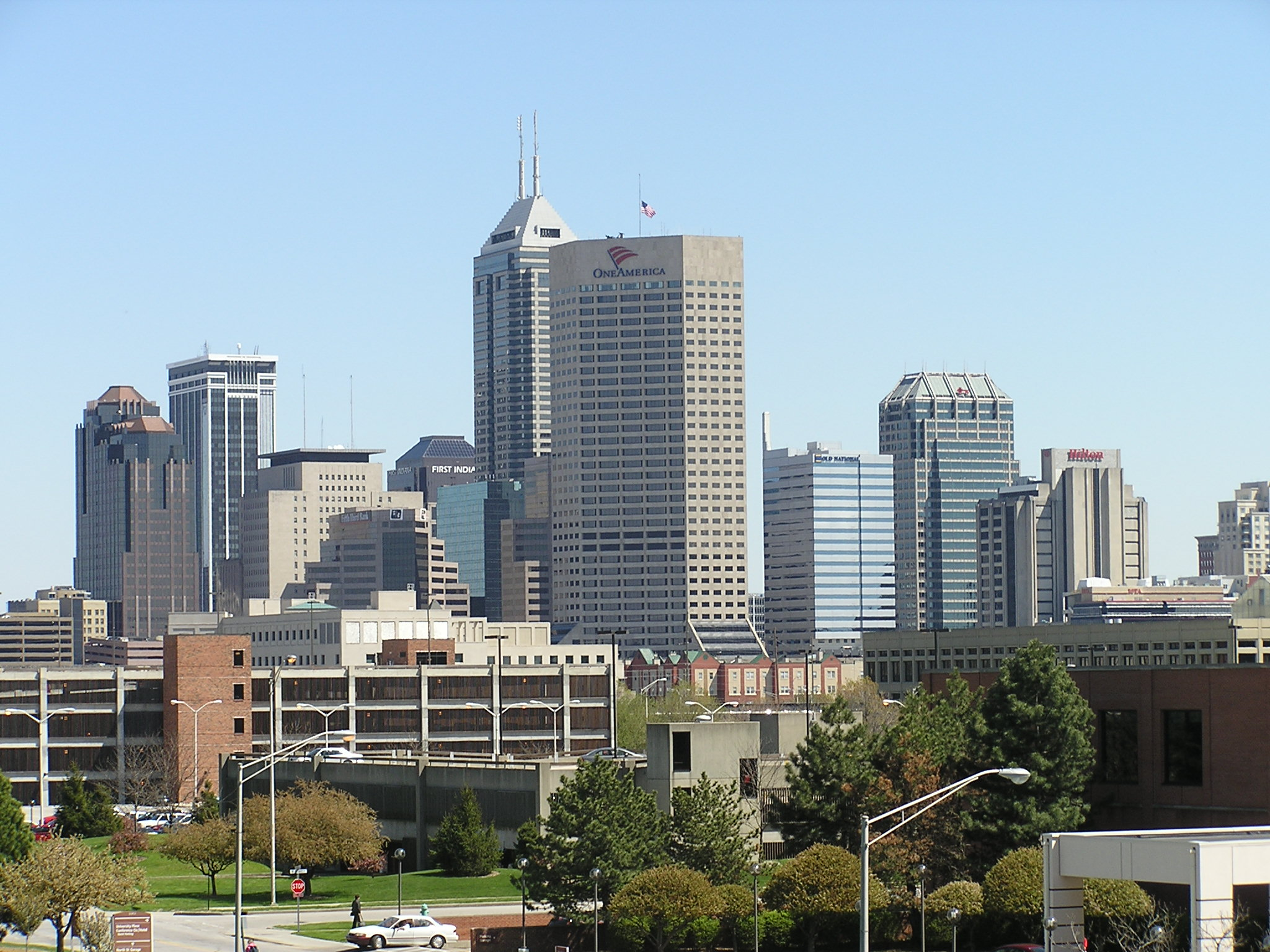
Indianapolis popolazione: 820.445
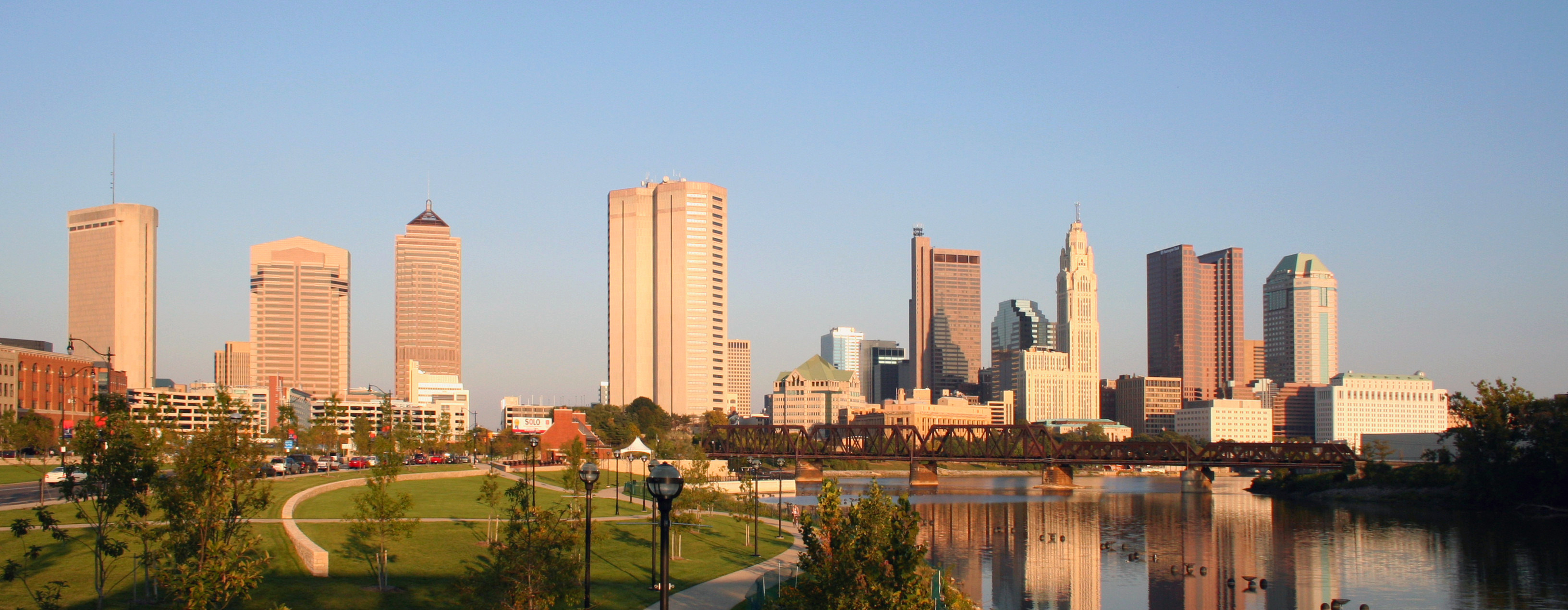
Columbus popolazione: 787.033
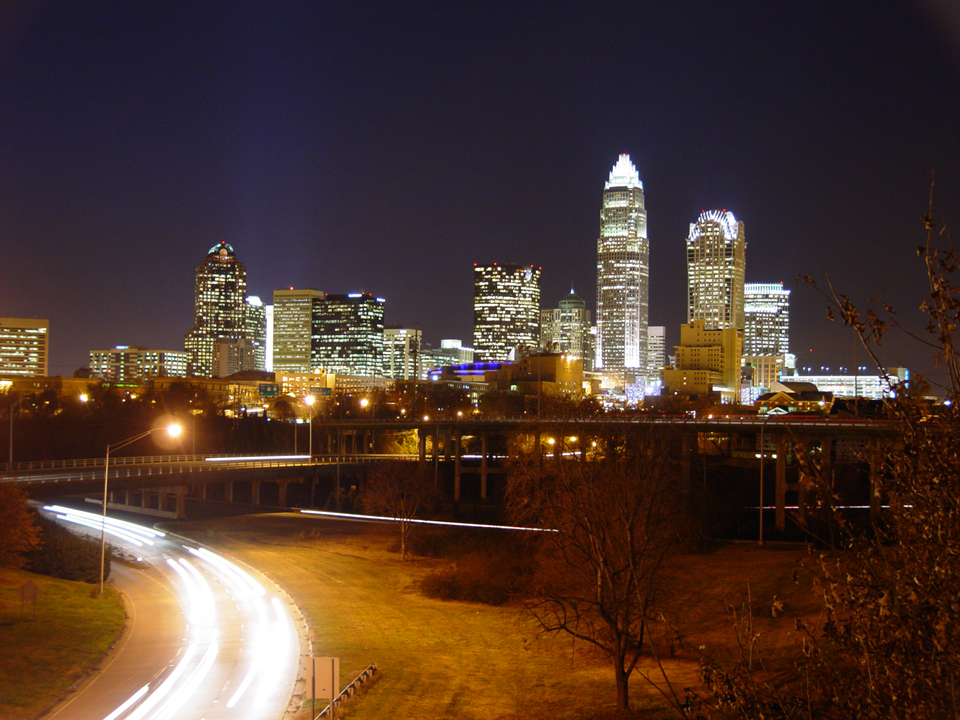
Charlotte popolazione: 731.424
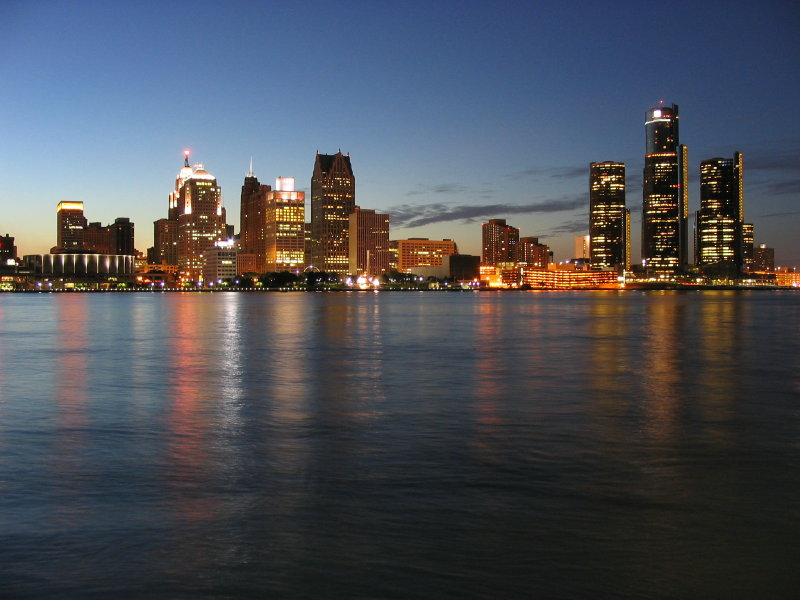
Detroit popolazione: 713.777
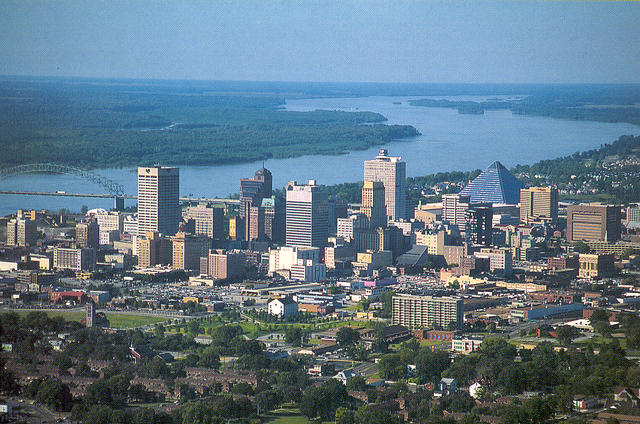
Memphis popolazione: 646.889
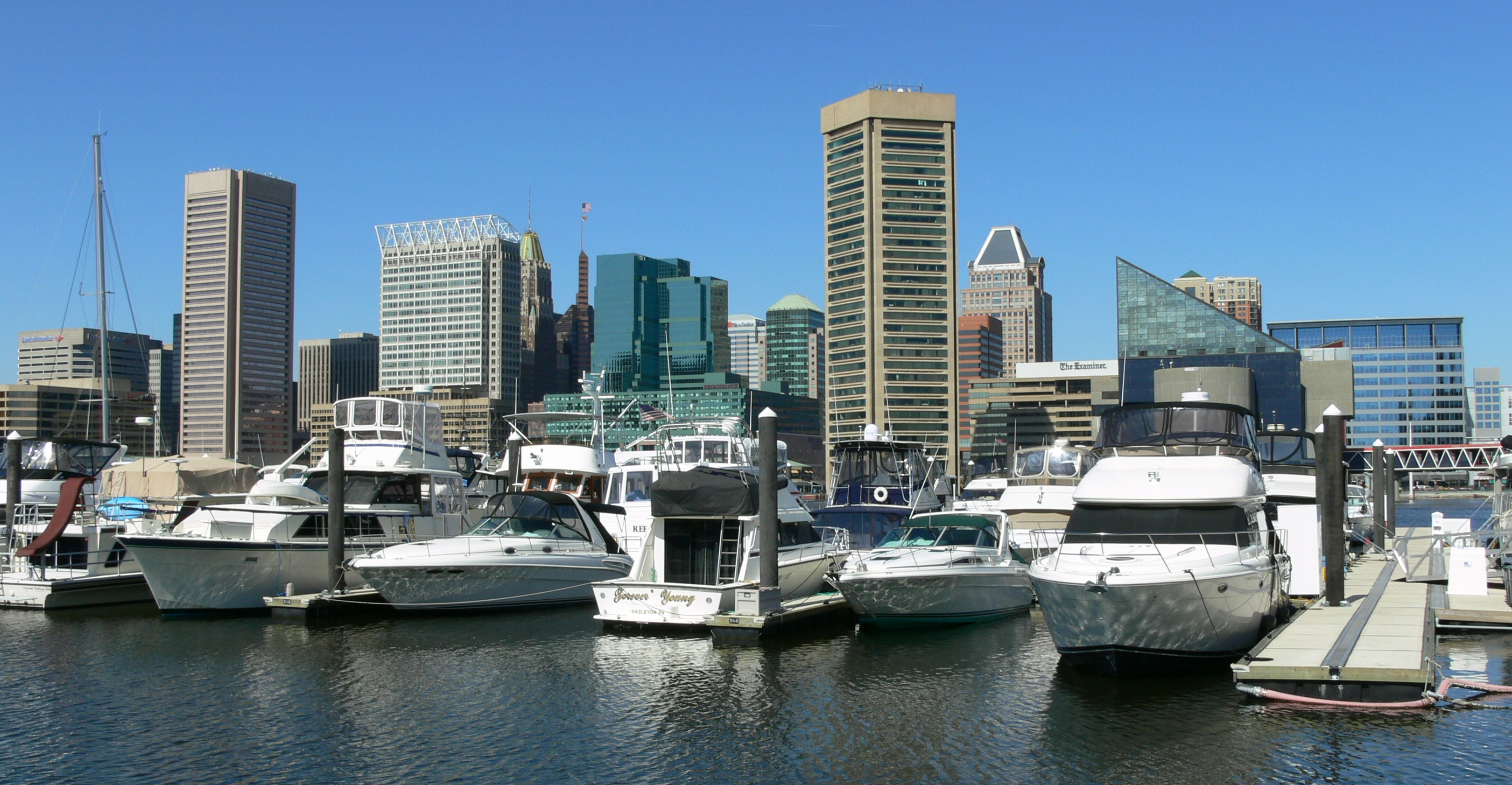
Baltimora popolazione: 620.961
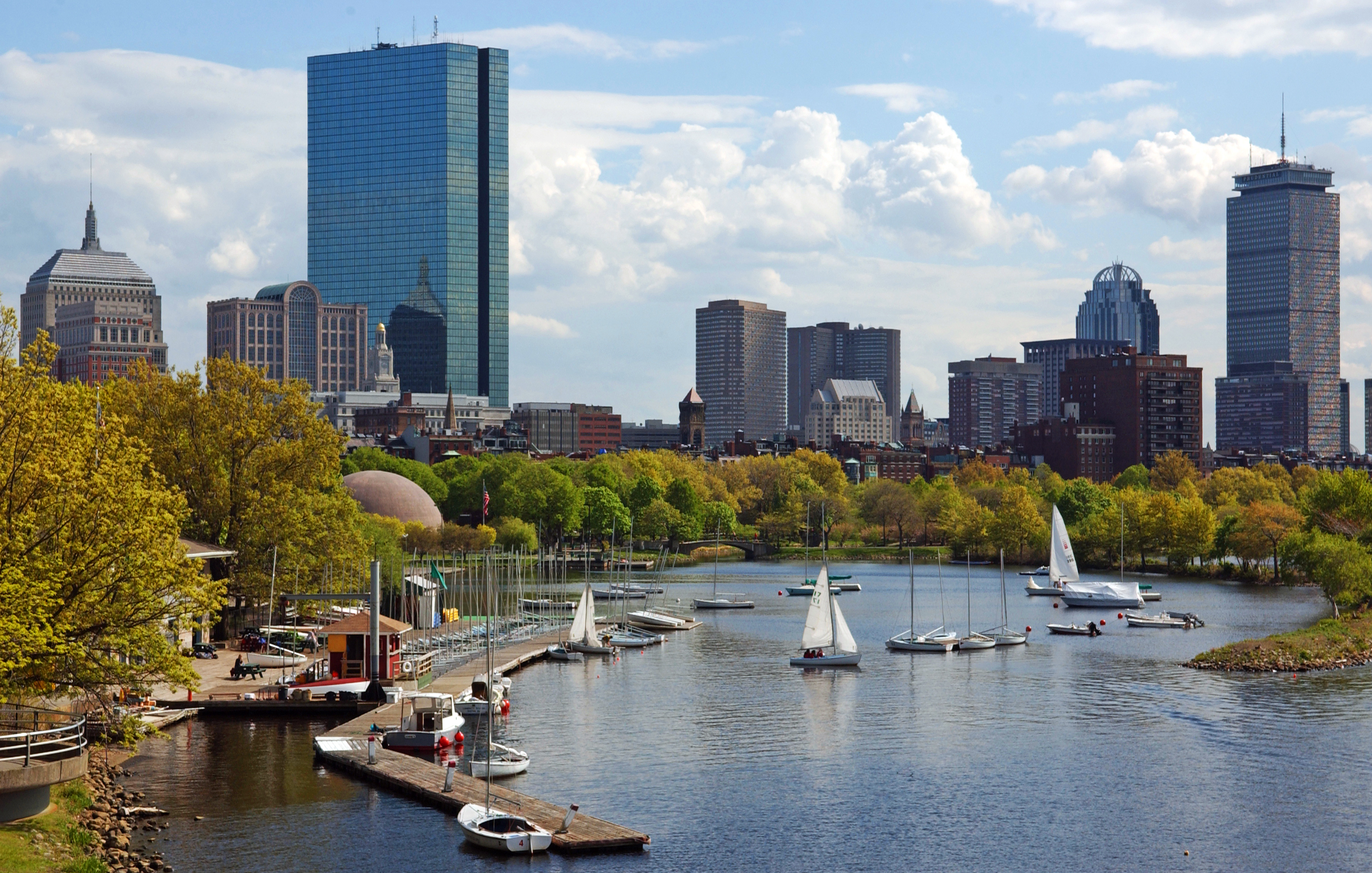
Boston popolazione: 617.594
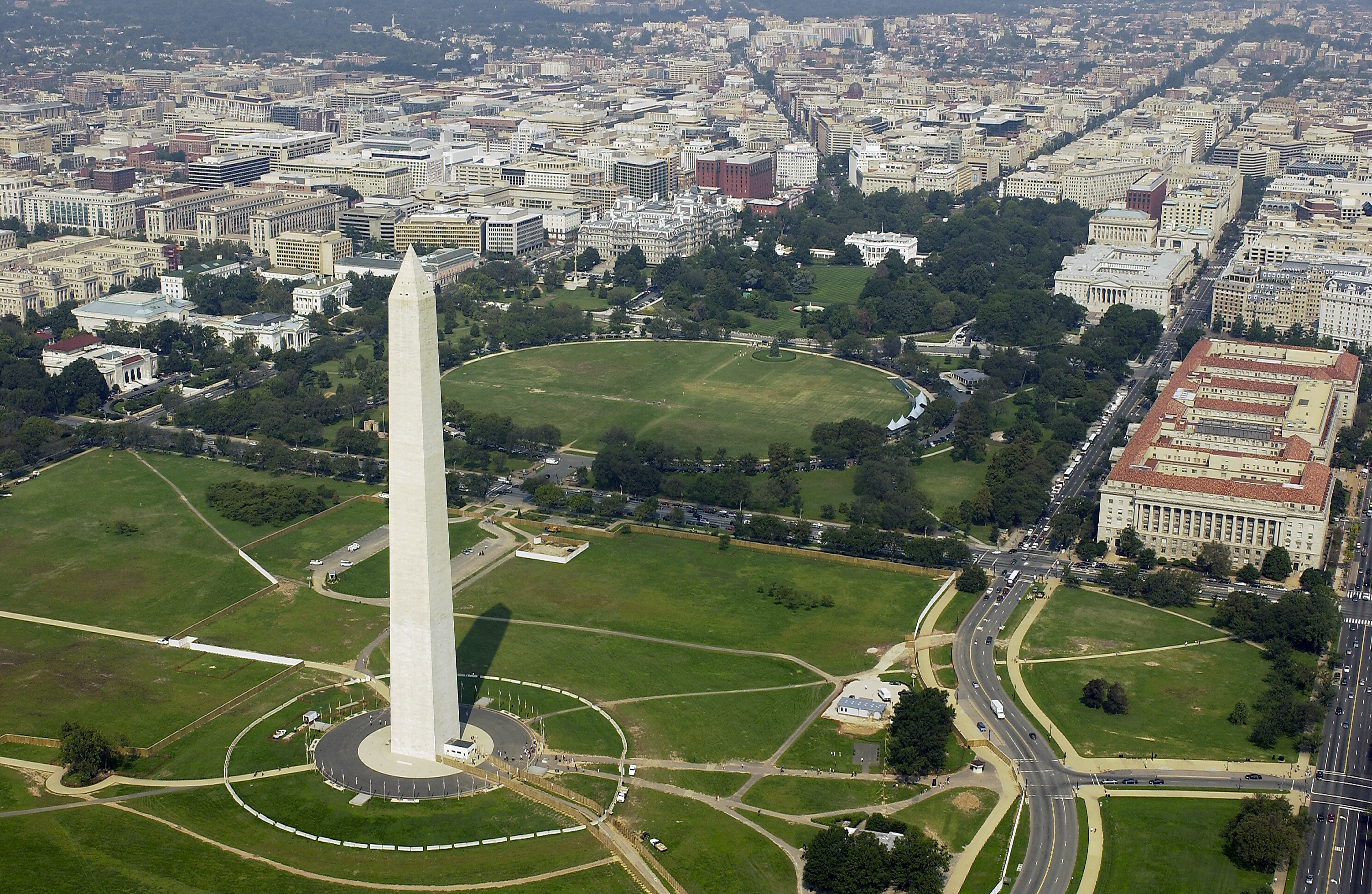
Washington DC popolazione: 601.723
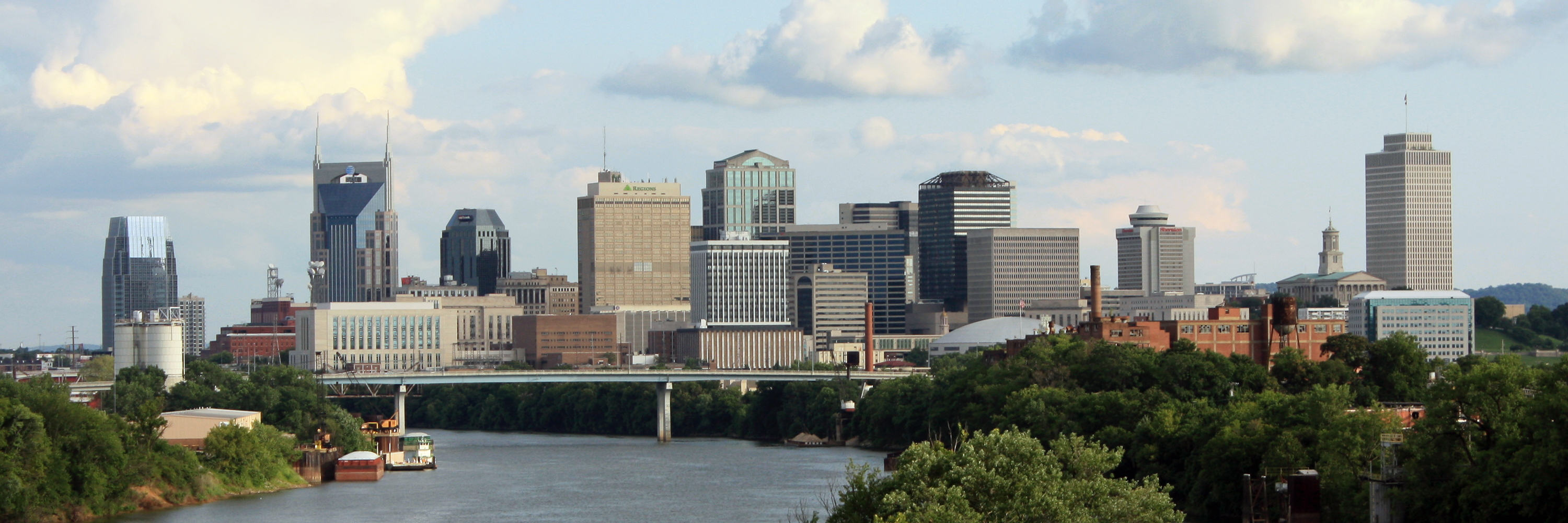
Nashville popolazione: 601.222
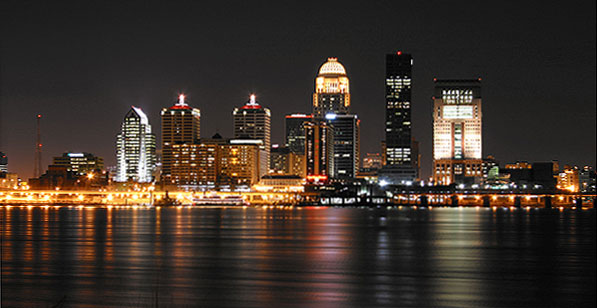
Louisville (Kentucky) popolazione: 597.337
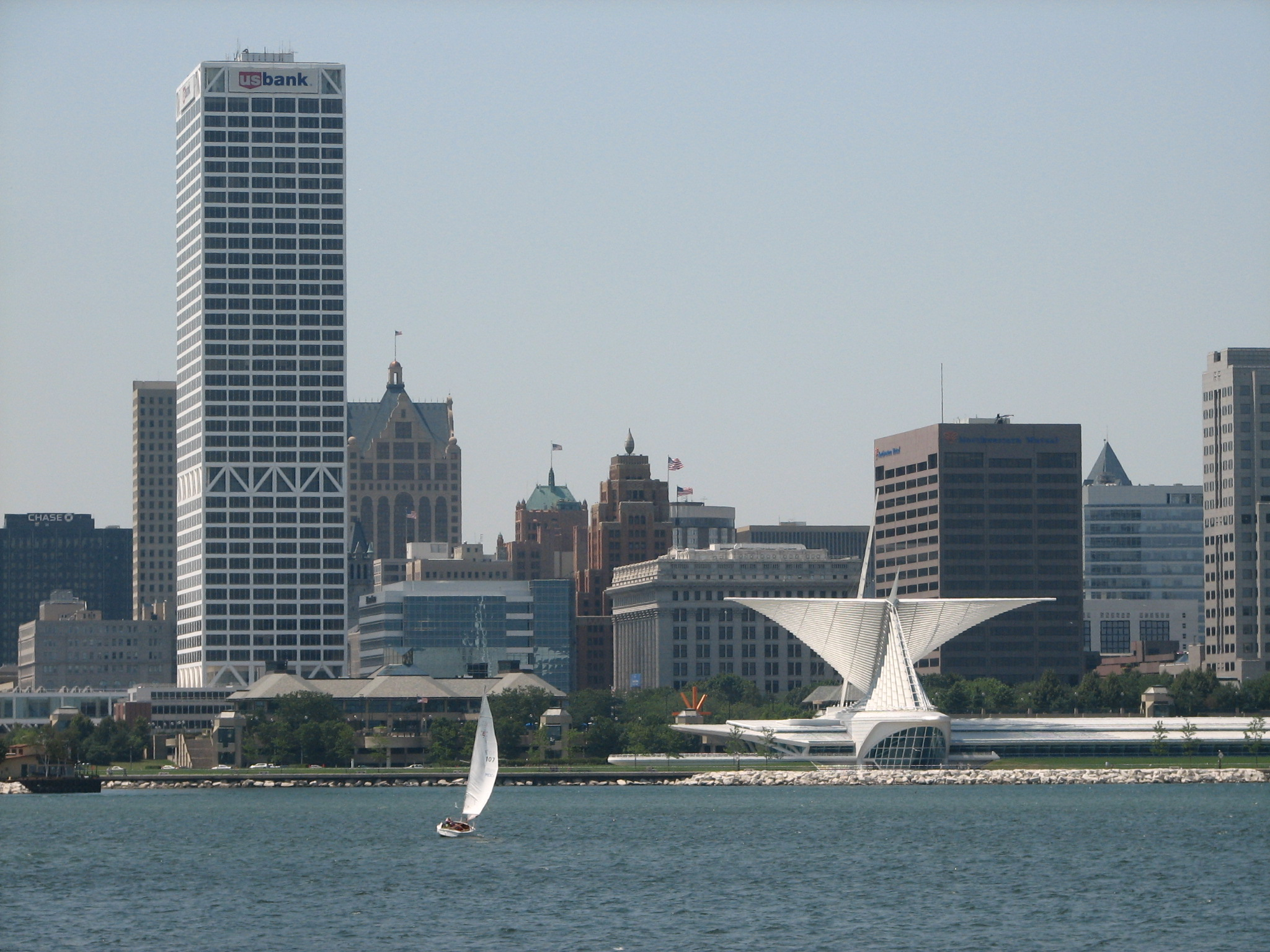
Milwaukee popolazione: 594.833
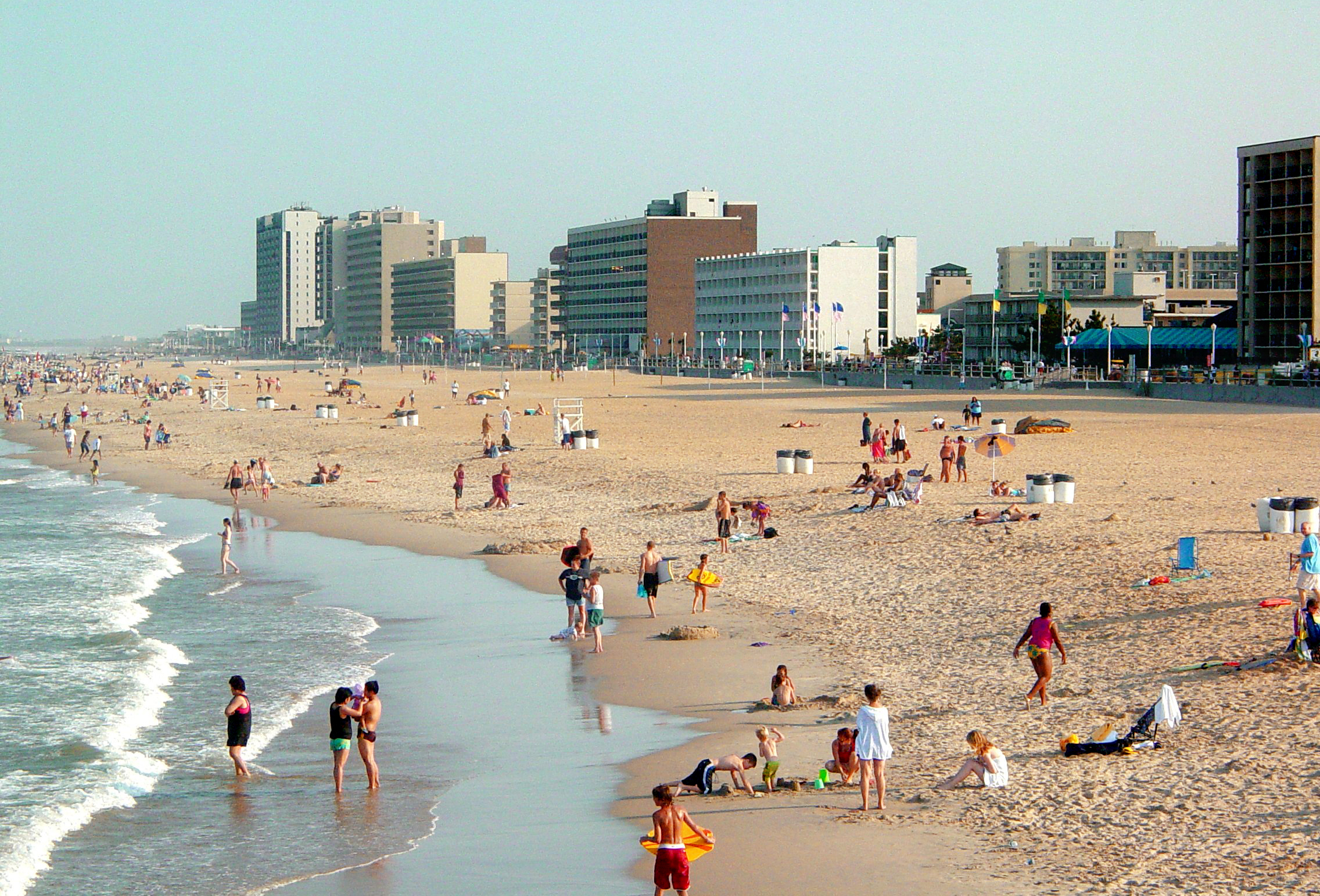
Virginia Beach popolazione: 437.994
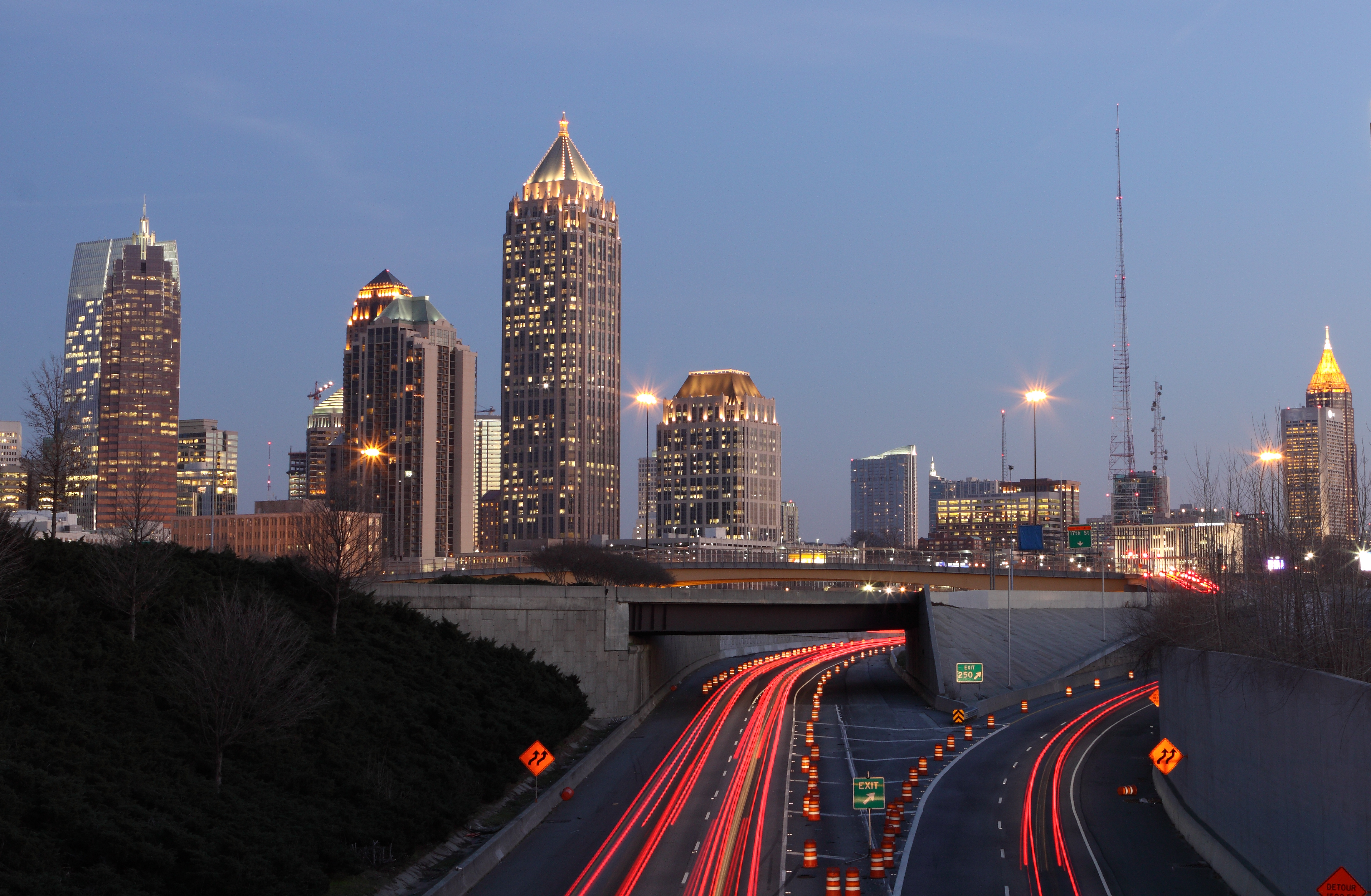
Atlanta popolazione: 420.003
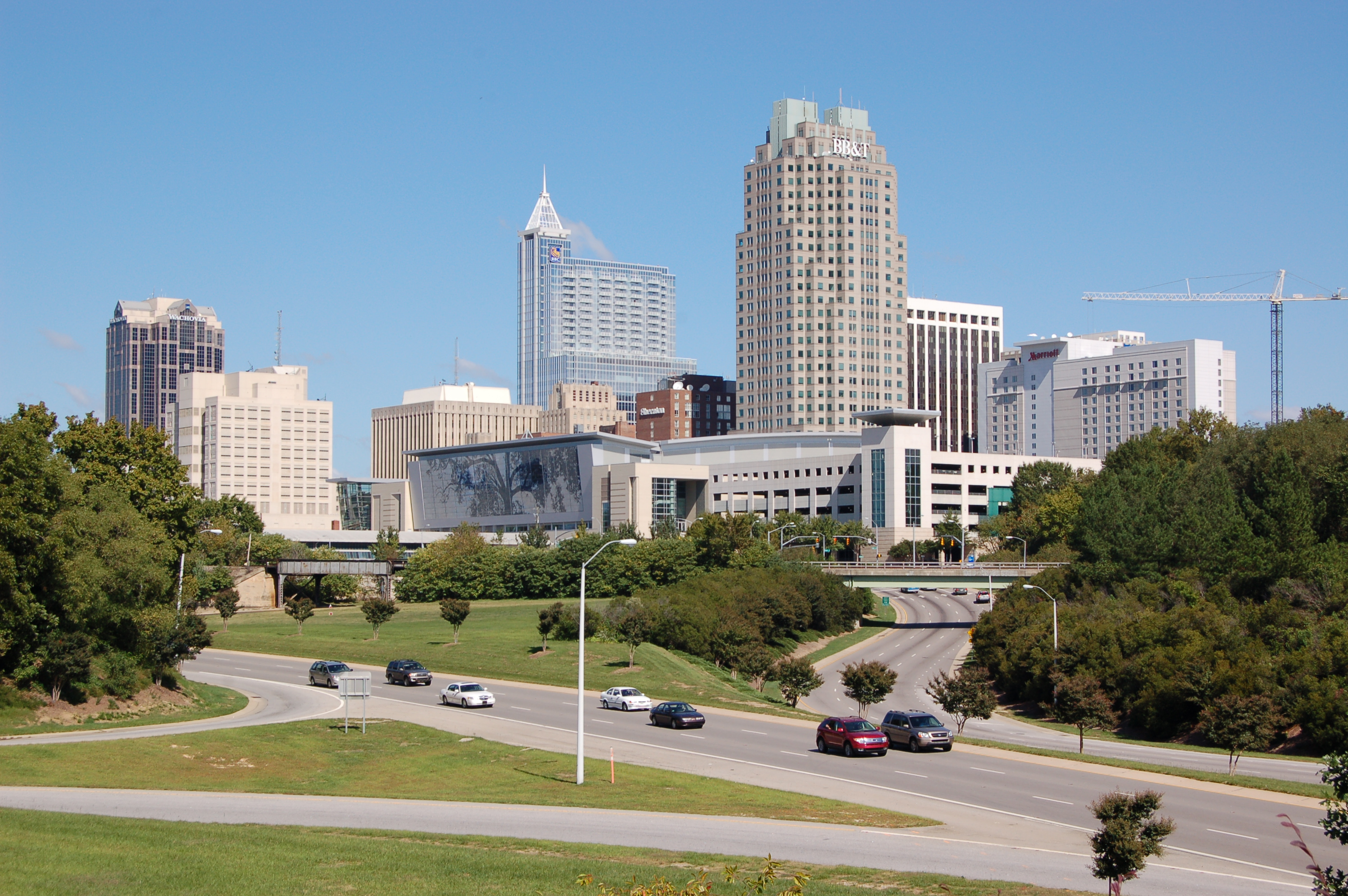
Raleigh (Carolina del Nord) popolazione: 403.892
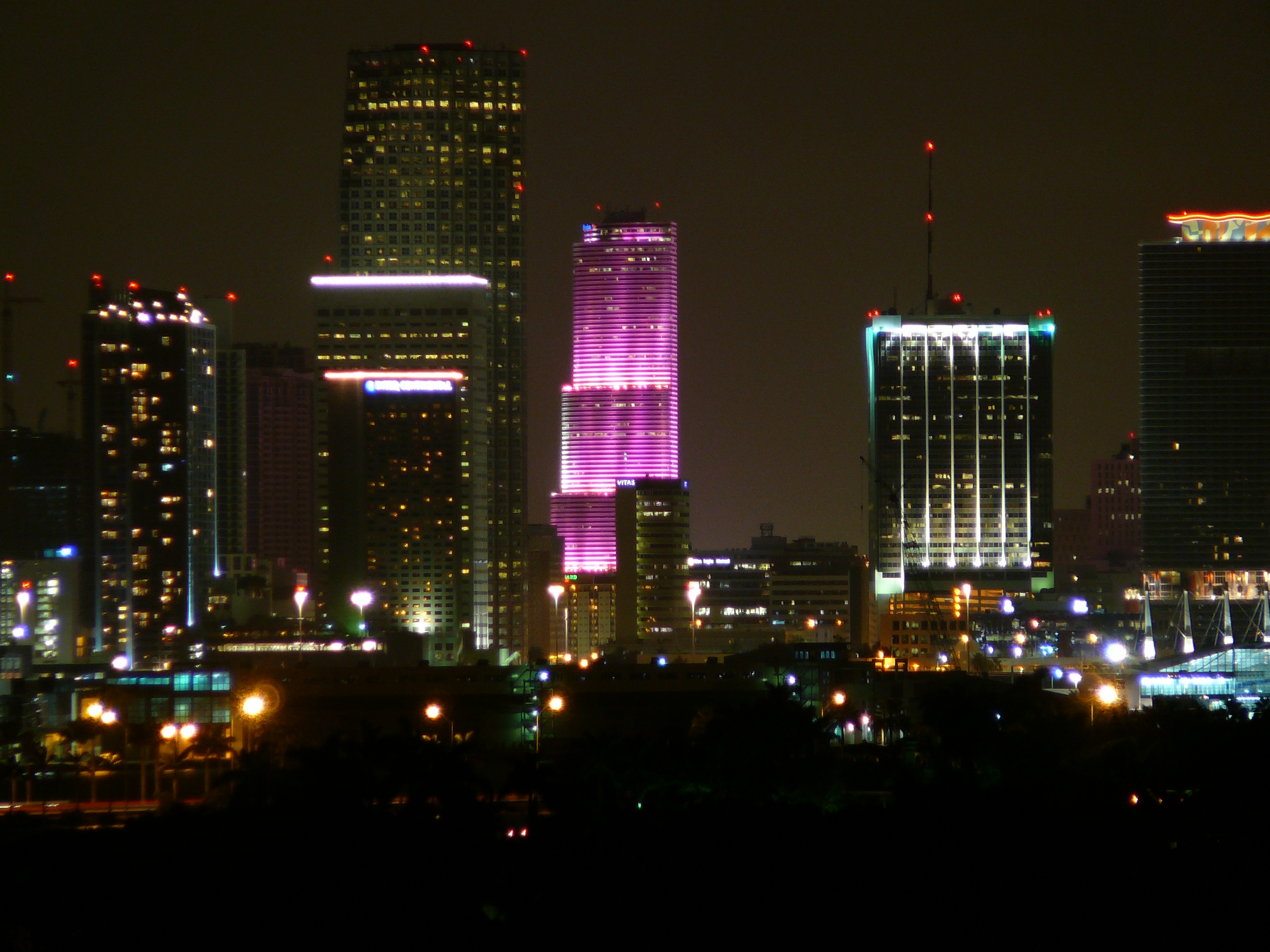
Miami popolazione: 399.457
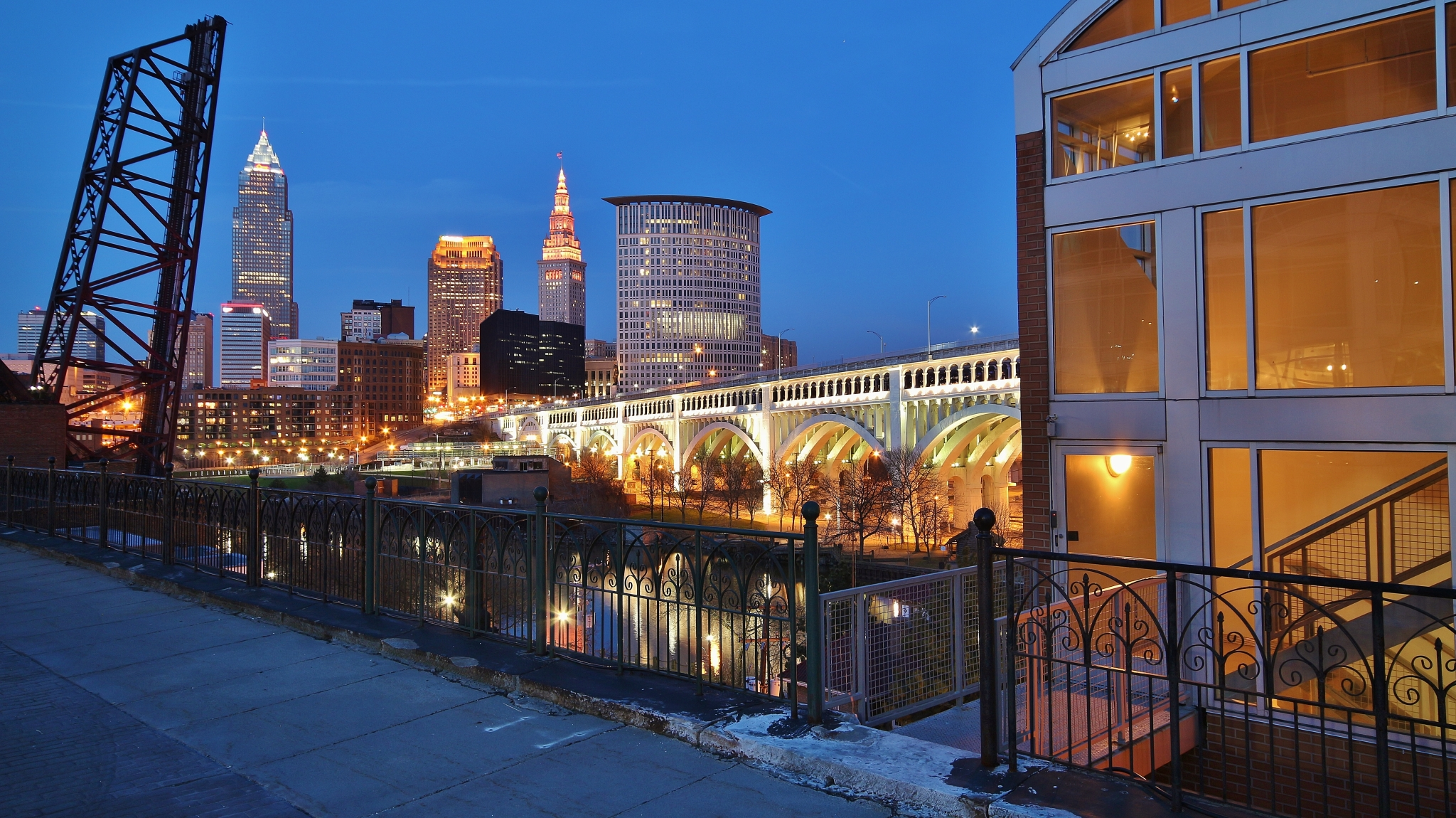
Cleveland popolazione: 396.815
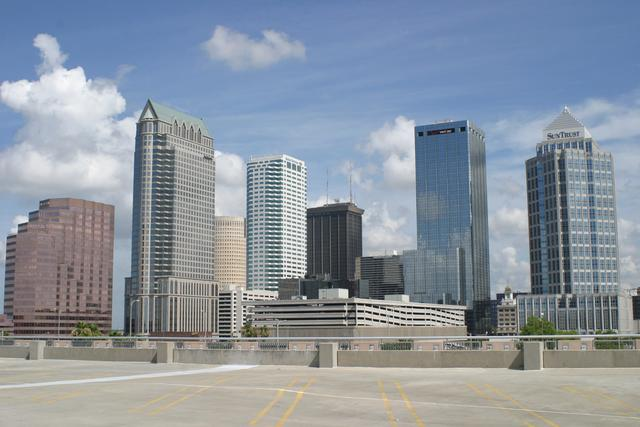
Tampa popolazione: 335.709
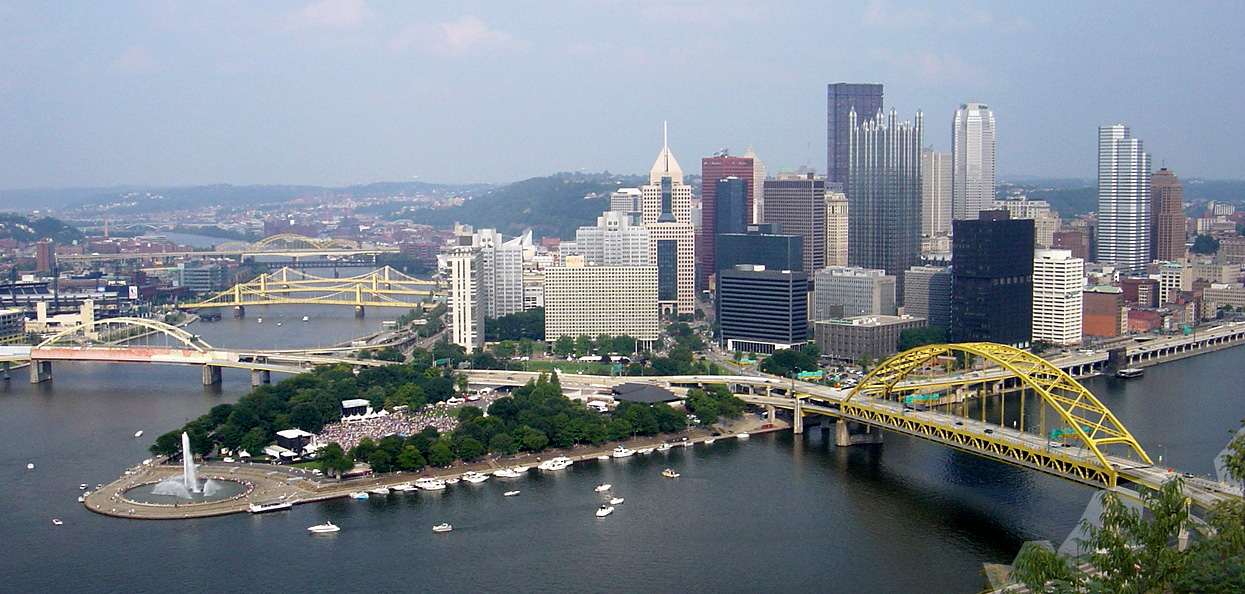
Pittsburgh popolazione: 305.704
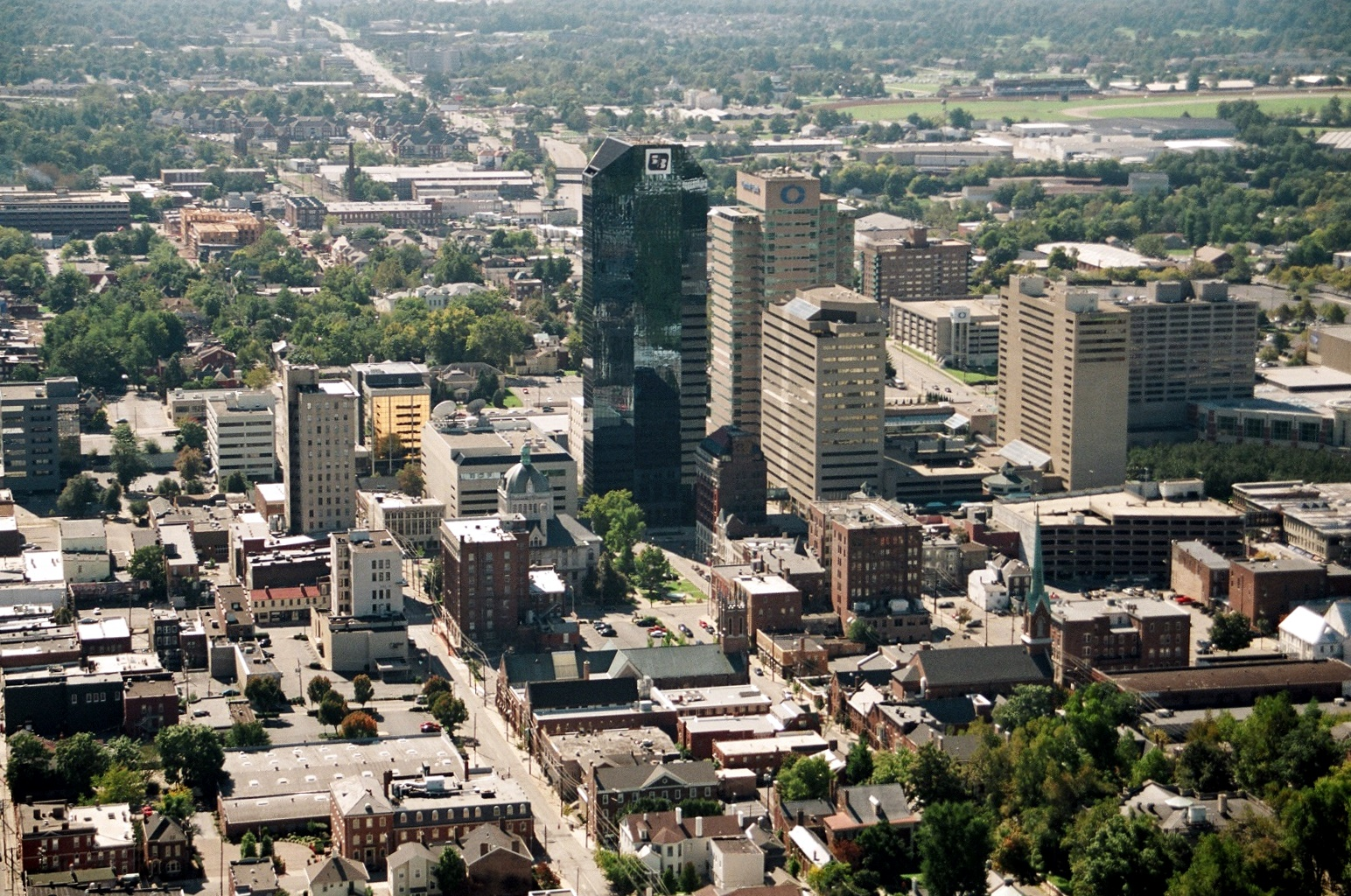
Lexington (Kentucky) popolazione: 301.569
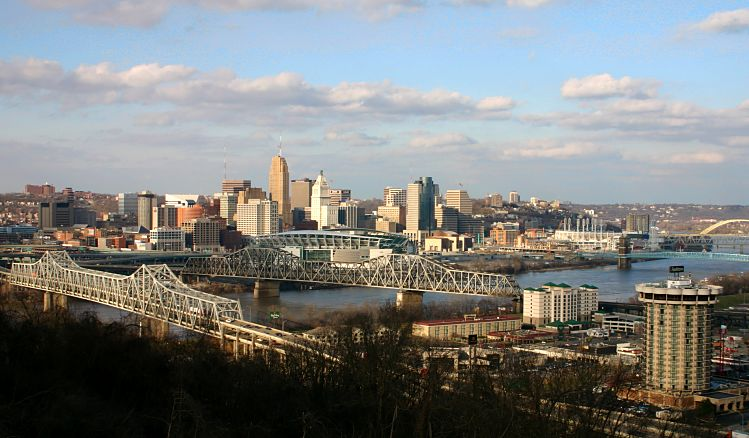
Cincinnati popolazione: 296.943